# ليه لأ 3 (مسلسل)
ليه لأ 3 وهي تكملة للجزء الثالث من مسلسل ليه لأ وهو مسلسل مصري عرض على شاشة إم بي سي مصر برمضان 1445 هـ / 2024، ويستكمل الموسم الثالث طرح القضايا الشائكة خاصة تلك المتعلقة بالمرأة، حيث تدور الأحداث في 15 حلقة، والمسلسل من تأليف ورشة سرد وإشراف مريم نعوم، وإخراج نادين خان.

## القصة
امرأة مطلقة تدعى "شيري" وتجسد الشخصية نيللي كريم، لديها ابن في سن المراهقة ويؤدي دوره معتز هشام، كما لديها ابنة شابة تقدم دورها فريدة رجب، فيما يجسد شخصية الأب صلاح عبد الله. تدور أحداث المسلسل على الضغوط التي يفرضها الأهل على أولادهم، فضلاً عن الصعوبات التي تواجهها المرأة حينما تتولى تربية الأبناء وحدها.

## الممثلون
- نيللي كريم.
- عايدة رياض.
- صلاح عبد الله.
- أحمد طارق.
- معتز هشام.
- فريدة رجب.
- أمير صلاح الدين.